# Будинин
Будинин (пол. Budynin) — село в Польщі, у гміні Ульгівок Томашівського повіту Люблінського воєводства. Населення — 151 особа (2011).

## Історія

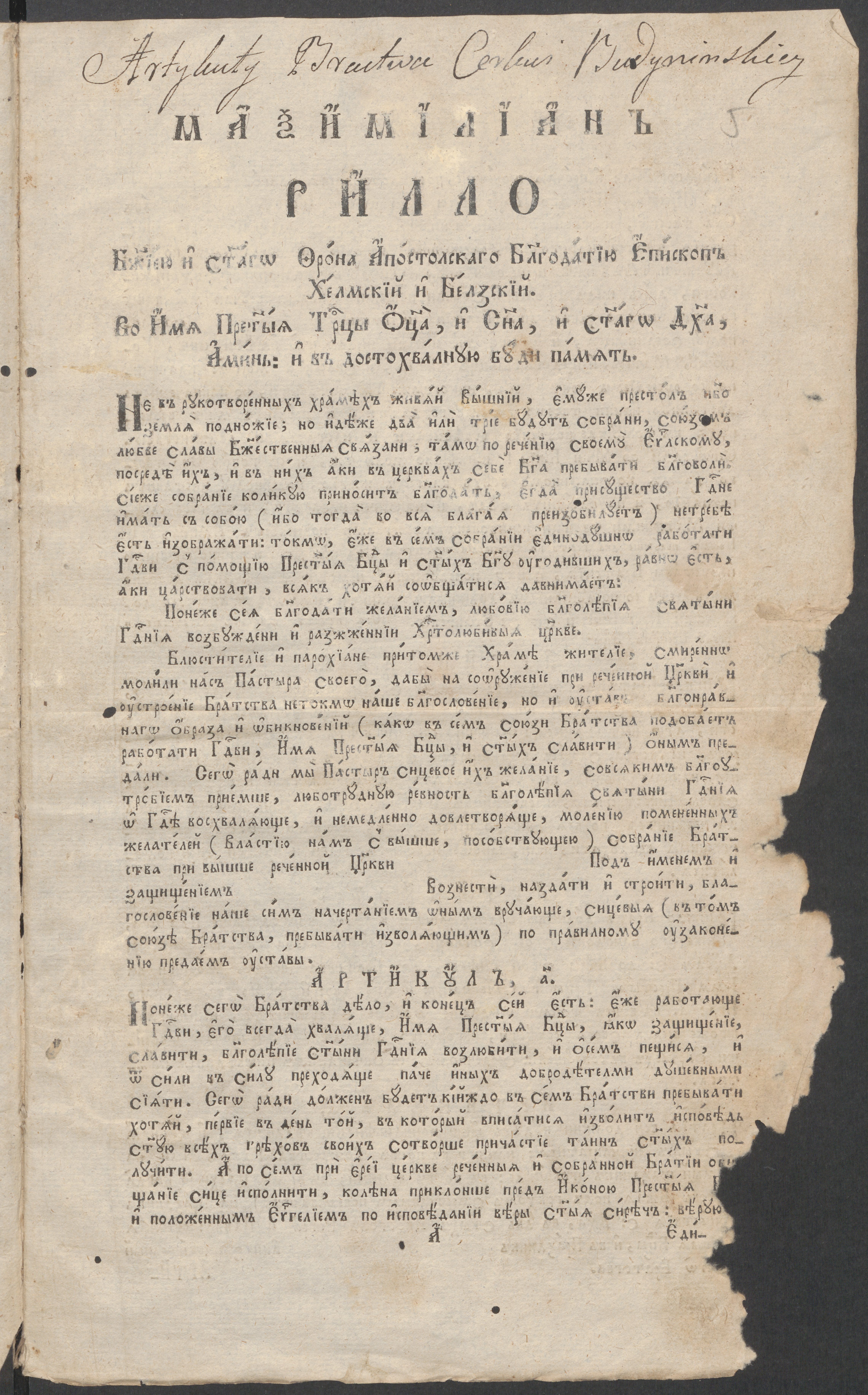
Частина книги братства при церкві Провидіння Святої Богородиці в селі Будинін на Холмщині. 1775 рік.

Відкриття кооперативу "Луна" а с. Будинин. В центрі портрет Шевченка, висять синьо-жовті прапори. Зверху напис "Українська Райфайзенка", 1927 р.

Після Другої світової війни село опинилося у складі Польщі. 6-15 липня 1947 року під час операції «Вісла» польська армія виселила з Будинина на щойно приєднані до Польщі північно-західні терени 185 українців. У селі залишилося 27 поляків.
У 1975—1998 роках село належало до Замойського воєводства.

## Населення
Демографічна структура станом на 31 березня 2011 року:
|          | Загалом | Допрацездатний вік | Працездатний вік | Постпрацездатний вік |
| -------- | ------- | ------------------ | ---------------- | -------------------- |
| Чоловіки | 75      | 19                 | 50               | 6                    |
| Жінки    | 76      | 16                 | 39               | 21                   |
| Разом    | 151     | 35                 | 89               | 27                   |

## Пам'ятки
- Церква Покрови Пресвятої Богородиці, 1883 року, дерев'яна[3]